# Danazol
El Danazol es un medicamento que se usa para tratar la endometriosis, la enfermedad fibroquística de las mamas y el angioedema hereditario. Debido a que tienen menos efectos secundarios, los análogos de la hormona liberadora de gonadotropina generalmente se recomiendan sobre el danazol en la endometriosis. No es eficaz para la pubertad precoz.
Los efectos secundarios pueden incluir aumento de peso, acné, crecimiento de vello no deseado y engrosamiento de la voz. Otros efectos secundarios pueden incluir coágulos sanguíneos, problemas hepáticos, agresividad e hipertensión intracraneal idiopática. Su uso durante el embarazo puede dañar al bebé. Disminuye la producción de esteroides sexuales. Tiene efectos débiles sobre los andrógenos y los esteroides anabólicos, pero no sobre los progestágenos ni los estrógenos.
El danazol se fabricó por primera vez en 1963 y se introdujo para uso médico en 1971. Está disponible como medicamento genérico. En los Estados Unidos, 60 pastillas de 200 mg cuestan alrededor de 115 USD a partir de 2021. En el Reino Unido solo está disponible por pedido especial.